# 久留島通用
久留島 通用（くるしま みちもち）は、江戸時代中期の豊後国森藩の世嗣。
播磨国龍野藩2代藩主・脇坂安照の三男として誕生。元禄16年（1703年）、4代藩主・久留島通政の養子となり5代将軍・徳川綱吉に拝謁する。しかし、翌宝永元年（1704年）に家督を継ぐことなく早世した。代わって、因幡国鳥取藩から久留島通孝が嫡子に迎えられた。